# Gevinstprincippet
Gevinstprincippet er et udtryk, der handler om ens skattebetaling.
Ud fra gevinstprincippet skal den enkelte yde en skattebetaling, der svarer til hvad han/hun modtager fra det offentlige.